# 岑德沙伊德
岑德沙伊德是德国莱茵兰-普法尔茨州的一个市镇。总面积2.35平方公里，总人口129人，其中男性61人，女性68人（2011年12月31日），人口密度55人/平方公里。